# カトショー
カトショー（1987年5月25日 - ）は、栃木県壬生町出身、静岡県浜松市で活動するお笑い芸人。

## 人物
- 本名：加藤匠
- 1987年5月25日生まれ。血液型A型。
- 栃木県宇都宮市作新学院卒業。
- お笑いコンビ「スタミナスタジアム」「ボストンボランチ」を経て、現在ピン芸人「カトショー」として活動中。
- 自称芸人の中で一番バレーボールがうまいお笑い芸人。
- つけ麺が好き。
- よく電気料金を滞納する。
- よく給料を前借している。
- 江川卓と誕生日、出身高校が同じ。
- 中学時代にバレーボール部で県大会出場。
- 自宅のトイレに閉じ込められ、後輩に助けを求めたことがある。

## 来歴
- 2014年、埼玉県朝霞市から静岡県浜松市まで自転車で来る。
- 2014年10月、静岡県浜松市のローカル音楽バラエティ番組「浜松ミュージックチャンネル[1]（月〜木曜日21:00〜21:30）」の火曜MCに抜擢される。
- 2015年11月18日、ネタCD「ながら笑笑絶倫集～カトショーの野望～」発売。
- 2015年11月、女子バレーボール V・チャレンジリーグⅡ所属ブレス浜松のオフィシャルサポーター応援団長に就任。

## 過去に所属した事務所
- 三木プロダクション
- アットマーク イノベーション

## 出演

### お笑いライブ
- 雄叫びトークライブ
- 浜松お笑いライブ出世城
- 窓枠お笑いライブ
- 豊橋お笑いライブ「兄貴潰し」
- Ｐ-1グランプリ
- 豊橋漫才コンクール
- 浜松お笑いLIVE 吽 -hum-
- 静岡お笑いLIVE 阿 -A-

### 司会
- 生でダラダラ音楽バラエティ「浜松ミュージックチャンネル」火曜日MC

### 声優
- プーデル

### プロレス
- ガイコツダンサーズ（宝城カイリ選手の入場パフォーマンスとして）

## 作品

### CD
- 2015年11月18日、ネタCD「ながら笑笑絶倫集～カトショーの野望～」発売。

## 名言
- おっぱいは感度だ！（2016年1月26日、浜松ミュージックチャンネル内での発言）